# Nahro Mohammed al-Kasnazani
Nehro Mohammed Abdul-Karim al-Kasnazani  es el actual líder espiritual (sheij y guía) de la orden sufí Qadiriyya Kasnazaniyya, además de ser un político iraquí.
Nació el 12 de diciembre de 1969 y posee un doctorado en Historia, una titulación académica en Estudios de Lengua Inglesa del Reino Unido, así como una licenciatura en Ciencias de la Computación por la Facultad Universitaria Al-Mansour en Bagdad. El Dr. Nehro al-Kasnazani proviene de una familia con una antigua tradición sufí asentada en el Kurdistán iraquí. Desciende de la familia al-Barzanji, quienes trazan su linaje hasta el imán Huséin, siendo por tanto de ascendencia husaynida. Su afiliación espiritual está vinculada a la orden Qadiriyya Kasnazaniyya.

## Primeros años y sucesión como jeque
El Dr. Nahro Muhammad Abdul Karim al-Kasnazani al-Husseini nació el 12 de diciembre de 1969 en Kirkuk, en el norte de Irak. Su familia se trasladó a Bagdad en 1985, donde completó su educación primaria. Es el mayor entre sus hermanos. Su padre, el jeque Muhammad Abdul Karim al-Kasnazani al-Husseini, fue el anterior guía de la orden sufí Al-Qadiriyya al-Kasnazaniyya. Tras la muerte del jeque Muhammad Abdul Karim al-Kasnazani, el Dr. Nahro lo sucedió como jeque, ya que su padre le había confiado el liderazgo de la orden.

### Elección como jeque tras la muerte de su padre
Desde un principio, el jeque Muhammad al-Kasnazani recomendaba siempre al Dr. Nahro como su sucesor ante los demás discípulos, y decía: "Ningún sucesor debe abrir una tekke ni designar a un nuevo sucesor sin informar a mi sucesor, el jeque Nahro". En 2005, frente a una asamblea de seguidores, lo proclamó oficialmente como su sucesor, diciendo: "Inshallah, el jeque Nahro es el jeque del futuro, y él es vuestro jeque, hermano y servidor, y servidor de la orden". Mencionó esto también en una de sus conferencias. En 2008, el jeque Muhammad al-Kasnazani le otorgó formalmente al Dr. Nahro la plena autoridad sobre la tekke principal en Suleimania, declarando que cualquier orientación de parte del Dr. Nahro sería como si viniera de él, y que nadie después del jeque Muhammad representaría la orden excepto el jeque Nahro. Según sus creencias, la elección del jeque se hace por mandato del profeta Muhammad (la paz sea con él). En 2019, el jeque Muhammad al-Kasnazani viajó a Estados Unidos, y en 2020, su salud comenzó a deteriorarse hasta su fallecimiento el 4 de julio de 2020. Tras su muerte, el jeque Nahro asumió el liderazgo de la orden.

## Carrera política
El jeque Nahro también es un líder político iraquí que cree en un Irak libre y unificado. Durante el régimen del expresidente Saddam Hussein, el jeque Nahro y varios miembros de su familia fueron encarcelados. En 1991, fundó un partido político llamado "Asamblea de Unidad Nacional de Irak". El jeque Nahro ha participado en varias conferencias, incluyendo la Conferencia de Defensa celebrada en Dubái en 2008 y la Conferencia de Reforma celebrada en 2005.

## Educación y calificaciones académicas
El Dr. Nahro completó su educación secundaria en Bagdad y obtuvo una licenciatura en Ciencias de la Computación de la Universidad de Bagdad. También obtuvo una licenciatura en Estudios del Idioma Inglés en el Reino Unido. Posteriormente, recibió una maestría en Historia del Instituto de Historia Árabe y Patrimonio Científico, seguida de un doctorado en Historia Islámica. El título de su tesis doctoral fue "Mehmed el Conquistador: Su vida y conquistas". El Dr. Nahro domina tres idiomas: árabe, inglés y kurdo.

## Actividades Mediáticas

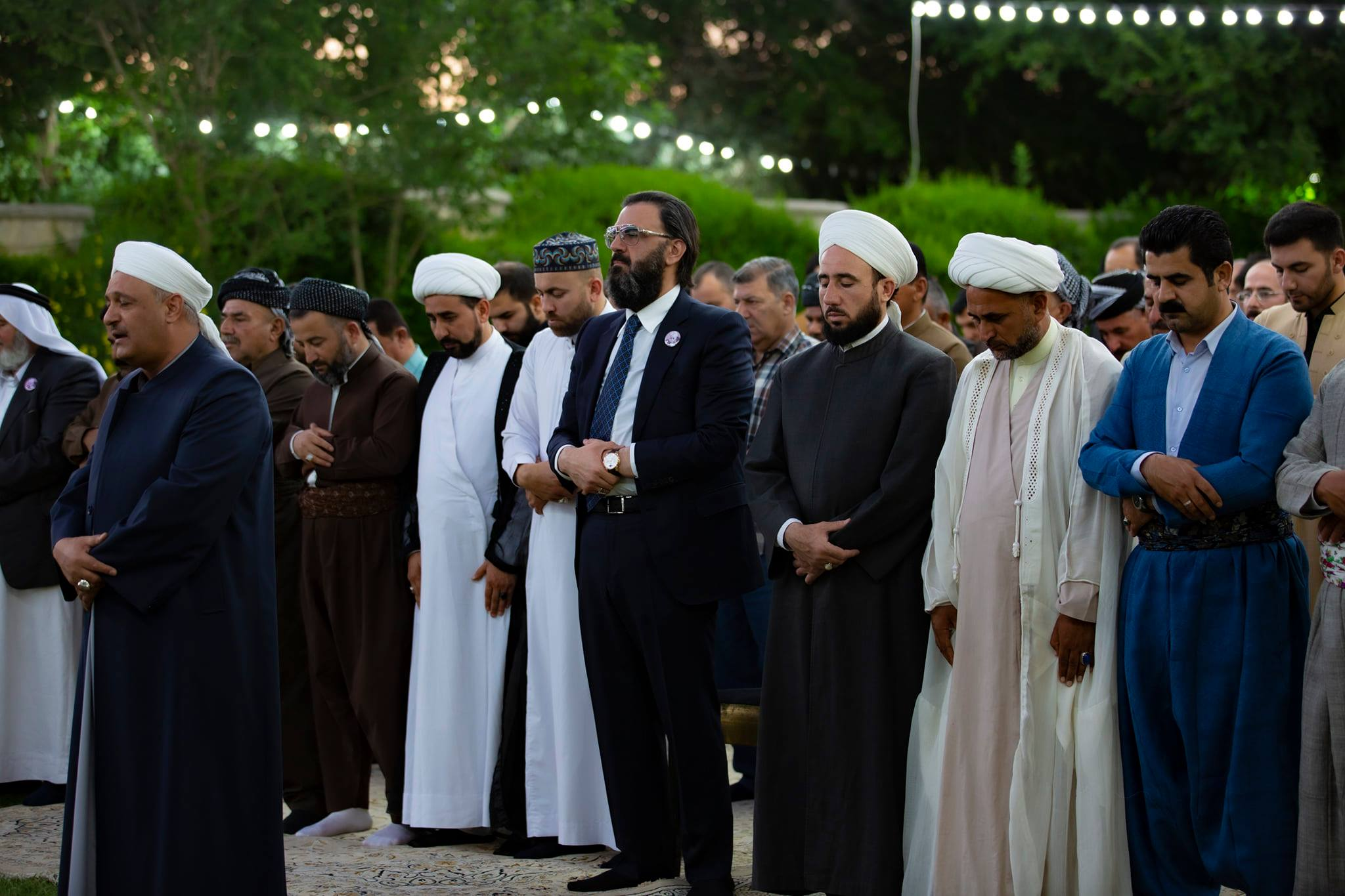
Oración unificada que reúne a suníes y chiitas, así como a otras escuelas, en la tekke Kasnazani en Sulaymaniyah, Kurdistán de Irak.

El jeque Nahro cree que los medios de comunicación desempeñan un papel crucial en la consolidación de ideas y principios fundamentales, lo que contribuye a la felicidad y el desarrollo de la sociedad. Por ello, ha fundado varias instituciones mediáticas y culturales, entre ellas:
- Fundación Cultural y Mediática Al-Mashriq, que publica el periódico Al-Mashriq.
- Imprenta Al-Mashriq, que imprime periódicos y libros culturales.
- Periódico Al-Ufuq, un diario político independiente que aborda los asuntos políticos, sociales y culturales de Irak.
- Periódico Iraq, una publicación política y cultural iraquí.
- Lanzamiento del canal satelital independiente Al-Mashriq.
- Iniciativa de Diálogo, que tiene como objetivo construir puentes de comunicación y cooperación entre personas y comunidades.
- Sitio web oficial de la Orden Sufí Qadiriyya Kasnazani.
- Consejo Cultural Kasnazani, presidido y supervisado por el Dr. Nahro.
- Fundación de la Universidad Al-Salam.
- Centro Internacional de Estudios Espirituales y Sufismo en Bagdad, fundado en 1994.
- Asamblea Científica de los Sayyids Nobles en Bagdad, fundada en 2004.
- Consejo Central de Órdenes Sufíes en Bagdad, fundado en 2004.
- Fundación de la Asociación Iraquí de Ayuda Humanitaria.

### Sus Publicaciones
Algunas de sus obras publicadas incluyen:
- "Racimos de Visiones" (عناقيد الرؤى)
- "Adornarse con Modales Islámicos en la Vía Kasnazani" (التحلي بالآداب الإسلامية في الطريقة الكسنزانية)
- "Milagros de Sanación: El Sufismo y la Medicina Moderna" (خوارق الشفاء الصوفي والطب الحديث)
- "Visiones y Sueños desde la Perspectiva Sufí" (الرؤى والأحلام في المنظور الصوفي)
- "El Sultán Mehmed el Conquistador: Su Vida y Conquistas" (السلطان محمد الفاتح، حياته وفتوحاته)
- "Irak: Pasos hacia la Corrección del Rumbo" (العراق خطى على درب تصحيح المسار)
- "Revista Kasnazani" (مجلة الكسنزان)